# HIMAX! GREATEST HITS AND MORE
『HIMAX! GREATEST HITS AND MORE』（ハイマックス!グレイティスト・ヒッツ・アンド・モア）は、1996年2月1日発売のHIMの1枚目のスタジオ・アルバム。

## 解説
- "FILE:1"と称したブロックには、デビューシングル「BECAUSE OF LOVE」、2ndシングル「NO MORE KISS, NO MORE CRY」、3rdシングル「AQUARIUS」、4thシングル「HEARTBEAT SNOW 〜THEME OF SNOW BEAT」の他、新曲4曲と、ボーナス・トラックとして、高尾直樹の手がける英詞で歌い直された2ndシングル「NO MORE KISS, NO MORE CRY」の英語バージョンである「NO MORE KISS, NO MORE CRY(BONUS TRACK IN ENGLISH)」並びに3rdシングル「AQUARIUS」のリミックス「AQUARIUS(WEST-END CLUB MIX)」をプラスした“歌アリ”楽曲、計10曲が収録されており、"FILE:2"と称したブロックには、収録のシングル曲のオリジナル・カラオケ4曲が収録されている。計14曲収録。
- 通常アルバム仕様のCDと相反し、表ジャケットの面と裏ジャケットの面が入れ替わっている。
- 当時のJ-POPの主流であった、いわゆる“王道小室サウンド”を踏襲して制作されたデビューシングル「BECAUSE OF LOVE」と3rdシングル「AQUARIUS」の他、当時常にオリコンチャートの上位を占めていたTRFをはじめ、ZARD、MY LITTLE LOVER、DREAMS COME TRUE、B'z、globe、郷ひろみ等、人気アーティストの音楽性を敢えて遊びとして模倣して制作された観があった。
- オリコン週間チャート初登場20位。

## メイン・ボーカル
- SHIZUKA NAKAJIMA=HIMS (M-1,2,3,5,7,9)
- SHUNGO MAKIHASHI=HIMK (M-6,8)
- TOMOKO SAWACHI=HIMT (M-4)

## CD収録曲
| FILE:1 |                                                       |                                            |      |
| 1      | BECAUSE OF LOVE                                       | 作詞・作曲:HIM 編曲:Y.MIZUSHIMA            | 4:06 |
| 2      | AQUARIUS                                              | 作詞・作曲:HIM 編曲:Y.MIZUSHIMA            | 5:21 |
| 3      | NO MORE KISS, NO MORE CRY                             | 作詞・作曲:HIM 編曲:Y.MIZUSHIMA            | 4:39 |
| 4      | HEARTBEAT SNOW 〜THEME OF SNOW BEAT                   | 作詞・作曲:HIM 編曲:Y.MIZUSHIMA            | 5:18 |
| 5      | HEARTBREAK DIARY                                      | 作詞:HIMW 作曲:HIM 編曲:Y.MIZUSHIMA        | 4:02 |
| 6      | SOMEBODY STOP ME                                      | 作詞:HIMK 作曲:HIM 編曲:Y.MIZUSHIMA        | 4:57 |
| 7      | SEVENTEEN DANCE 〜I'VE BEEN LOOKIN' 4 U               | 作詞:HIMW 作曲:HIM 編曲:Y.MIZUSHIMA        | 5:42 |
| 8      | NOW AND FOREVER                                       | 作詞:HIMK 作曲:HIM 編曲:Y.MIZUSHIMA        | 6:17 |
| 9      | NO MORE KISS, NO MORE CRY (BONUS TRACK IN ENGLISH)    | 英詞:NAOKI TAKAO 作曲:HIM 編曲:Y.MIZUSHIMA | 4:44 |
| 10     | AQUARIUS (WEST-END CLUB MIX)                          | 作詞・作曲:HIM リミックス:Y.MIZUSHIMA      | 7:11 |
| FILE:2 |                                                       |                                            |      |
| 11     | BECAUSE OF LOVE (ORIGINAL KARAOKE)                    | 作詞・作曲:HIM 編曲:Y.MIZUSHIMA            | 4:06 |
| 12     | AQUARIUS (ORIGINAL KARAOKE)                           | 作詞・作曲:HIM 編曲:Y.MIZUSHIMA            | 5:21 |
| 13     | NO MORE KISS, NO MORE CRY (ORIGINAL KARAOKE)          | 作詞・作曲:HIM 編曲:Y.MIZUSHIMA            | 4:39 |
| 14     | HEARTBEAT SNOW ~THEME OF SNOW BEAT (ORIGINAL KARAOKE) | 作詞・作曲:HIM 編曲:Y.MIZUSHIMA            | 5:18 |

## タイアップ
| M-1 | BECAUSE OF LOVE                     | TBS系TV '95 Jリーグ中継テーマソング     |
| M-2 | AQUARIUS                            | TBS系TV『ランク王国』オープニングテーマ |
| M-3 | NO MORE KISS, NO MORE CRY           | テレビ朝日系火曜ドラマ『Change!』劇中歌 |
| M-4 | HEARTBEAT SNOW 〜THEME OF SNOW BEAT | テレビ東京系『SNOW BEAT』テーマソング   |

## 発売形態
| 形態 | 発売日       | 品番      | ジャケット |
| ---- | ------------ | --------- | ---------- |
| CD   | 1996年2月1日 | SRCL-3420 | 永続仕様   |

## 他アーティストによるカバー
- MAX

14thシングル「銀河の誓い」（1999年8月25日リリース）
⇔ M-3「AQUARIUS」
- dps（deeps）

8thシングル「HEARTBREAK DIARY」（1999年7月22日リリース）
⇔ M-5「HEARTBREAK DIARY」
- SPEED

10thシングル「Breakin' out to the morning」c/w「アダムとイヴ」（1999年5月19日リリース）
⇔ M-7「SEVENTEEN DANCE〜I'VE BEEN LOOKIN' 4 U」